# Juliana Rotich

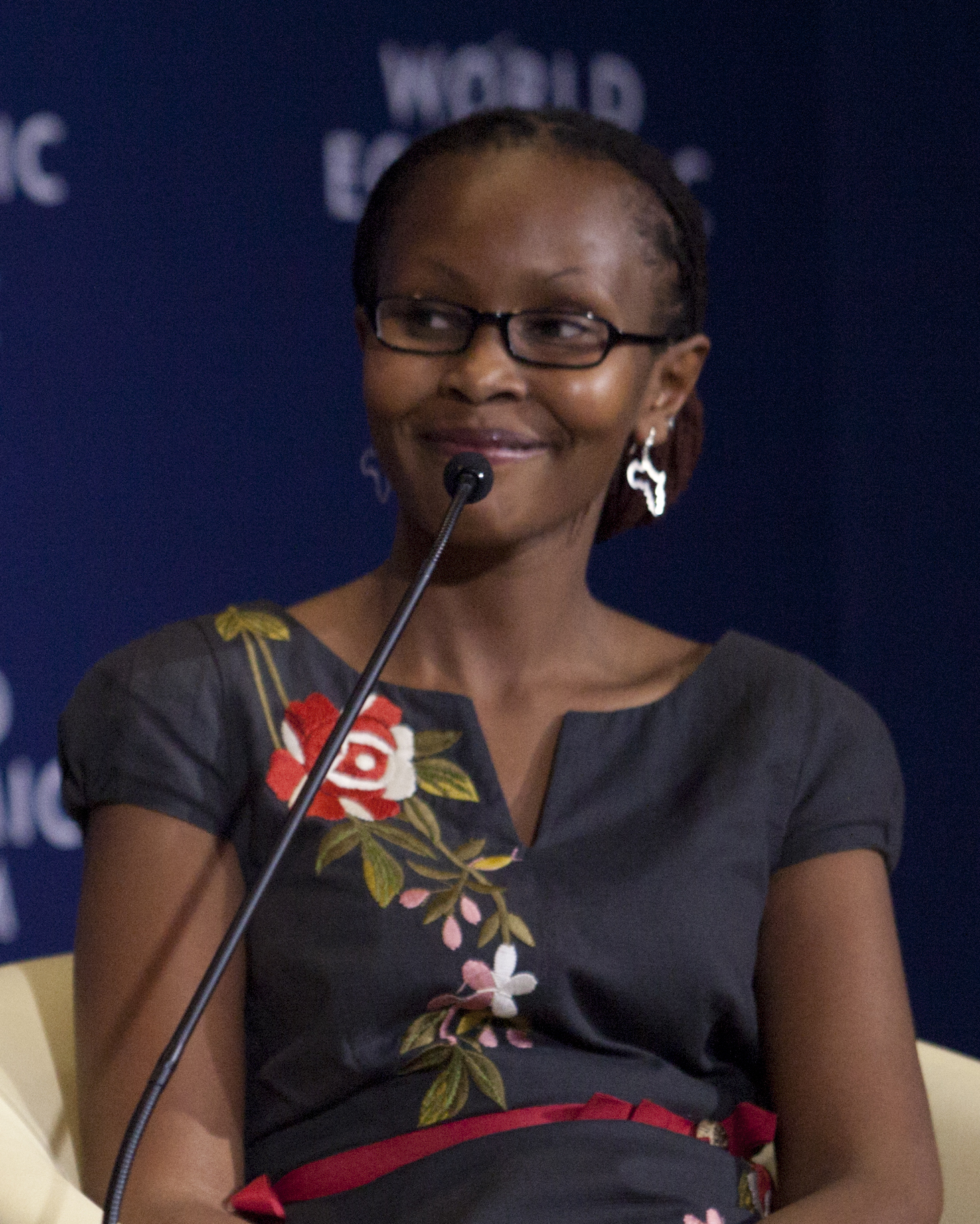
Rotich op het World Economic Forum Afrika in 2012

Juliana Rotich is een Keniaanse computerdeskundige, en uitvoerend bestuurder van het softwarebedrijf Ushahidi.

## Carrière
Rotich, in 1977 geboren in Kenia, studeerde af in de informatietechnologie aan de Universiteit van Missouri. Nadien werkte ze meer dan tien jaar in de IT-branche. Zij is medestichter van Ushahidi, een opensourcesoftware project dat gebruik maakt van crowdsourcing via geolocatie bij het verzamelen van crisisinformatie en milieurapportage. 
Als blogger schreef zij artikelen voor Afrigadget.com, en was chef-redacteur milieuzaken bij Global Voices Online. Zij nam ook deel aan de TED Global conference in Arusha in 2007. Ze staat bekend als gastspreker over technologie in Afrika, waarbij ze haar bezorgheid uit over de teloorgang van woudgebieden en waterbekkens in Kenia. Rotich is Senior TED Fellow.
Rotich is op het World Economic Forum van 2011 door de Schwab Foundation uitgeroepen tot Afrikaans sociaal ondernemer van het jaar.